# 横山秀樹
横山 秀樹（よこやま ひでき、1959年10月 - ）は、日本の経営者。伊藤忠商事株式会社の部長、本部長代行、アイ・エム・アイ株式会社の社長等を経て現在アイ・エム・アイ株式会社会長（2022年6月 - ）。

## 来歴・人物
兵庫県出身。1978年3年に灘高等学校卒業、1982年に東京大学法学部卒業後、伊藤忠商事に入社。
- 1987年　英国ブライトンに駐在
- 1988年～1992年、リビアのグレートマンメイドリバー[1]プロジェクトの発電所建設工事にサイトマネージャーとして従事。
- 1992年　電機プラント部IPPチーム長
- 1999年　ビジネス機能統合部長代行
- 2000年　幌延町およびJFEと共に幌延町風力発電を設立し、オトンルイ風力発電所）建設（2003年稼働）
- 2001年　ハーバード・ビジネス・スクール　GMP（General Management Program）コース受講
- 2002年　全社開発戦略室長
  - 中小企業を応援するファンド「がんばれ！日本企業ファンド」を立ち上げる。[2][3]
  - 都道府県との包括業務提携を締結[4]
  - 西武グループ再編に協力し、投資
- 2005年　キッザニア（現KCI GROUP株式会社）への投資および豊洲での開業支援
- 2007年　ライフケア推進部長
  - 日本MDM株式会社への投資及び業務提携を行う[5]
  - 株式会社グッドマンへの投資および業務提携を行う[6]
- 2012年　自動車・建機・産機部門長代行[7]
- 2013年　JASDAQ上場会社であるアイ・エム・アイ入社　専務取締役[8]
- 2013年　TOBを実施して非上場化[9]
- 2014年　代表取締役就任
- 2018年　全株を大陽日酸株式会社に売却[10]
- 2022年　代表取締役会長に就任[11]

## 著書
- 『成長するアジアのインフラプロジェクト』　林誠（ペンネーム[共著]）著）1996年 中央経済社　（ISBN 4-502-33364-6）
- 『よくわかる電気事業参入のポイント』　林誠（ペンネーム[共著]）著）1996年　中央経済社　（ISBN 4-502-54654-2）
- 『読んで得するビジネス旅行術　海外出張の達人』　青山一彰（ペンネーム）著1996年　中央経済社　（ISBN 4-502-54434-5）